# 理查德·安德森
理查德·安德鲁·安德森（英語：Richard Andrew Anderson，1960年11月19日—），美国NBA联盟前职业篮球运动员。他在1982年的NBA选秀中第2轮第9顺位被圣地亚哥快船选中。